# Monrovia (Indiana)
Monrovia – miasto w Stanach Zjednoczonych, w stanie Indiana, w hrabstwie Morgan.

## Demografia
W roku 2010 miasto zamieszkiwały 1063 osoby, a gęstość zaludnienia wynosiła 232,1 osoby/km². W roku 2023 liczba mieszkańców wzrosła do 2208 osób, a gęstość zaludnienia przekroczyła 482 osoby/km². Na przestrzeni zaledwie 13 lat zaludnienie miasta Monrovia zwiększyło się prawie 2,1-krotnie.